# Cristina Popescu
Cristina Georgiana Popescu (Târgu Jiu, 15 de abril de 1996) es una deportista rumana que compite en remo. Ganó dos medallas de oro en el Campeonato Europeo de Remo, en los años 2017 y 2019.

## Palmarés internacional
| Campeonato Europeo | Campeonato Europeo       | Campeonato Europeo | Campeonato Europeo |
| Año                | Lugar                    | Medalla            | Prueba             |
| ------------------ | ------------------------ | ------------------ | ------------------ |
| 2017               | Račice (República Checa) | Medalla de oro     | Cuatro sin timonel |
| 2019               | Lucerna (Suiza)          | Medalla de oro     | Ocho con timonel   |